# Scleria panicoides
Scleria panicoides är en halvgräsart som beskrevs av Carl Sigismund Kunth. Scleria panicoides ingår i släktet Scleria och familjen halvgräs. Inga underarter finns listade i Catalogue of Life.